# 樋口八左衛門
樋口 八左衛門（ひぐち はちざえもん、1802年（享和2年） - 1871年12月30日（明治4年11月19日））は、江戸時代後期・明治初期の百姓。長男に大吉（則義）がおり、小説家・樋口一葉の祖父として知られる。樋口家の当主は代々「八左衛門」を襲名している。号は南喬、子潜。

## 略歴
甲斐国山梨郡中萩原村重郎原（山梨県甲州市塩山）に生まれる。妻は「ふさ」。中萩原村は甲府盆地東部に所在する、御三卿の一つである田安家の私領であり、八左衛門は中萩原村の百姓代を務めている。天保元年（1830年）には、ふさとの間に長男・大吉（則義）が生まれる。中萩原村では嘉永5年（1852年）に石和代官所管轄の上萩原村との水論が発生し、八左衛門は同年9月に江戸に出府して老中・阿部正弘に直訴を行う。八左衛門は捕縛されるが田安領田中代官所に送致され、手鎖30日の罪となった。
安政4年（1857年）には則義が妻の多喜とともに、中萩原村出身で江戸の御家人・真下晩菘（ました ばんすう）を頼り出府する。樋口家と真下晩菘は知友にあり、幕末期には晩菘や則義から江戸の情報を入手し、安政6年（1859年）の横浜開港に際して生糸輸出の事業にも着手している。
八左衛門は学問を好み俳諧や狂歌・漢詩に親しむ。隠居後は「八之丞」を名乗った。1871年（明治4年）11月に死去する。翌1872年（明治5年）には則義の次女として奈津（一葉）が生まれる。一葉が1895年（明治28年）9月20日の博文社『文芸倶楽部』に発表した小説『にごりえ』に登場する主人公「お力」の祖父は、八左衛門の教養や人物像を重ねて描写していることが指摘される。
墓所は甲州市塩山中萩原に所在し、1923年（大正12年）に一葉の妹くにによって移され、1981年（昭和56年）に親戚の手によって現在の姿に整えられた。